# Mountain Pine (Arkansas)
Mountain Pine est une ville située dans l’État américain de l'Arkansas, dans le comté de Garland.